# Лорензато, Алжисто
Алжи́сто Лоренза́то Доми́нгос (порт.-браз. Algisto Lorenzato Domingos; 20 мая 1910, Бататайс — 16 июня 1960, Рио-де-Жанейро), более известный под именем Батата́йс (порт.-браз. Batatais) — бразильский футболист, вратарь, игрок сборной Бразилии.

## Биография
Бататайс родился в одноименном городе, находящемся в штате Сан-Паулу, где и начал играть. Семья Бататайса была небогатая, и чтобы помочь родителям, юный Алжисто начал подрабатывать, сначала плотником, затем на предприятии по производству очков. Затем Лорензато ушёл на новую работу в компанию Frigorífico Anglo. При компании была футбольная команда и Бататайс играл там, действуя на позиции левого вингера. Однажды основной голкипер команды заболел и Бататайс встал в ворота, с тех пор он выступал только на позиции голкипера.
Игру в любительской команде приметили скауты клуба «Комерсиал», что располагался в городе Рибейран-Прету, куда он и перешёл. В 1933 году Лорензато переходит в «Португезу», куда по легенде его переманили, обещая бесплатное лечение зубов. Это был первый сезон «Португезы» в статусе профессиональной команды. Первый же матч в профессионалах Бататайс сыграл против «Сантоса» 22 мая 1933 года, «Португеза» убедительно выиграла 4:2. 5 июня 1933 года Бататайс сыграл первый матч в турнире Рио-Сан-Паулу, «Португеза» вновь выиграла 5:3, на этот раз у «Америки», ворота которой защищал известный впоследствии тренер сборной Бразилии Айморе Морейра. В 1934 году Бататайс покидает «Португезу», сыграв последнюю игру 26 ноября 1934 года, его команла уступила 0:1 «Коринтиансу».
Бататайс сначала переходит в «Палестра Италия», но не закрепляется в составе и в тот же год покидает команду, перейдя во «Флуминенсе». Во «Флу» Бататайс провёл 12 лет, сыграл 309 матчей, в них пропустив 458 мячей, а 79 игр оставил свои ворота «сухими». Он выиграл с клубом 5 чемпионских званий в штате Рио. В 1947 году Бататайс был госпитализирован и лёг в больницу, «Флуминенсе» отказался выплачивать больному футболисту заработную плату. Бататайс подал в суд и выиграл дело. Но в команде после этого он, конечно, оставаться не мог и перешёл в «Америку» из Рио, где и окончил карьеру в 1948 году. Во время игры в «Америке», Бататайсу вручили приз премию Белфорта Дуарте для футболистов, сыгравших 200 матчей без предупреждений.
В сборной Бататайс провёл только три игры и в них пропустил 12 мячей. Дебют его пришёлся на матч чемпионата мира 1938 года во Франции со сборной Польши, в котором бразильцы в дополнительное время с трудом выиграли 6:5. Бататайс после пяти пропущенных мячей потерял место в основном составе и был выпущен только на матч за третье место со сборной Швеции, в котором пропустил 2 мяча. Последнюю свою игру Бататайс провёл 15 января 1939 года на Кубка Рока с принципиальным соперником, сборной Аргентины, бразильцы были буквально уничтожены 1:5. После этого Бататайса в сборную не вызывали.

## Достижения
- Чемпион штата Рио-де-Жанейро: 1936, 1937, 1938, 1940, 1941